# Santo Stefano al Mare
Santo Stefano al Mare (San Steva in ligure) è un comune italiano di 1 969 abitanti della provincia di Imperia in Liguria.

## Geografia fisica

### Territorio
Il territorio comunale santostefanese si estende lungo la costa della Riviera di Ponente.

### Clima
La particolare posizione geografica favorisce un clima eccezionalmente mite, con temperature che durante l'inverno non scendono mai sotto gli 0° e d'estate molto raramente superano i 30°.

## Storia

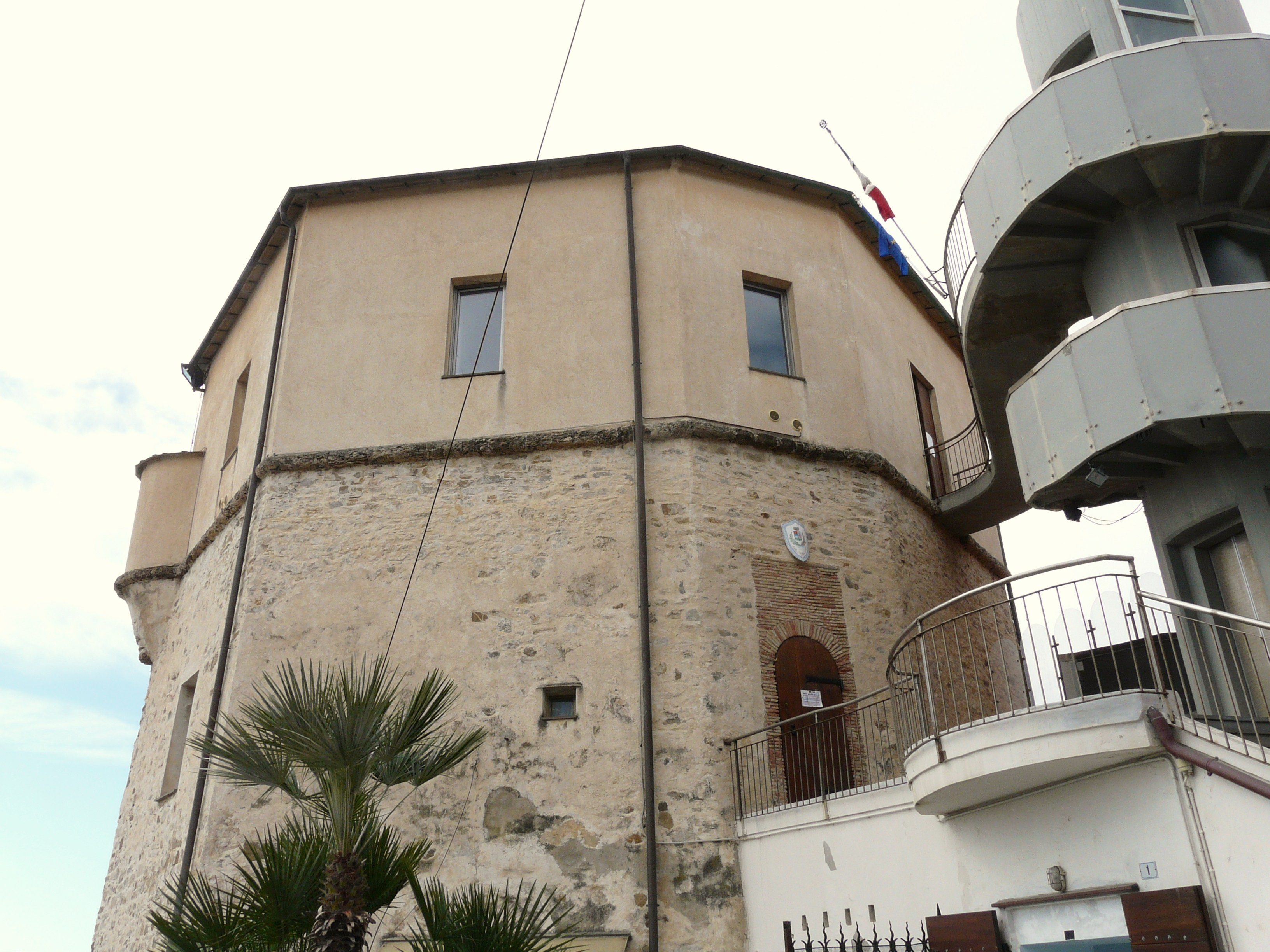
La torre ennagonale, sede del municipio.

Il borgo fu un antico fondo dell'Impero romano denominato Porciana e divenne in seguito un importante feudo di Adelaide di Susa, chiamato anticamente Villaregia.

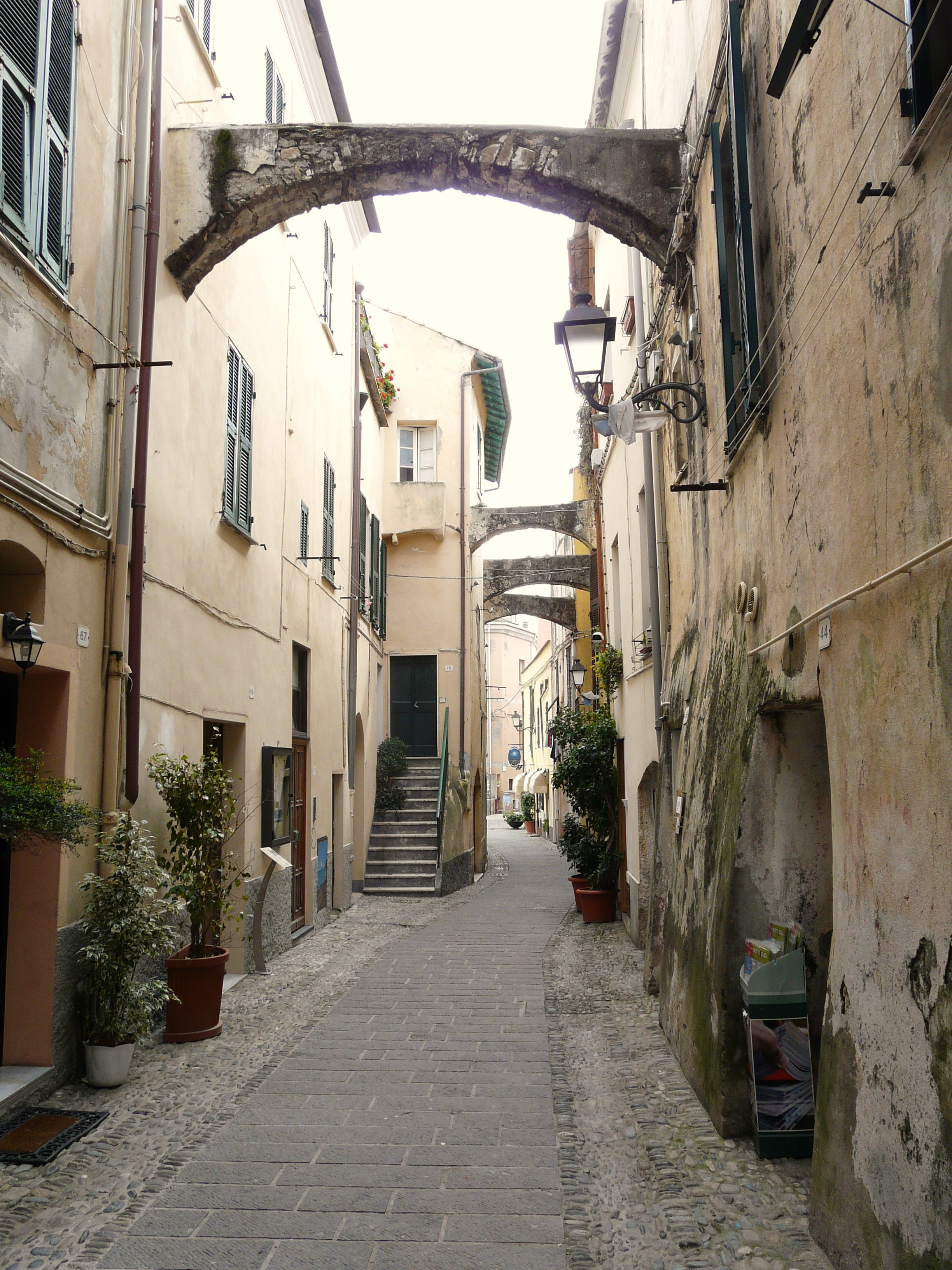
Un caruggio del centro storico

Si ebbe quindi la fondazione monastica dell'antico Fundus Porcianus, documentato ancora nell'atto del 1029 che ne conferma il possesso assieme a Villa Regia come feudo regio. Pochi anni dopo, nel 1049, Adelaide di Susa donò il borgo, che in seguito divenne il principato monastico di Villaregia (con i feudi di Cipressa, Pompeiana, Riva Ligure, Terzorio, Taggia, parte di Castellaro, Civezza, Costarainera, Pietrabruna e di San Lorenzo al Mare), ai monaci benedettini dell'abbazia di Santo Stefano di Genova (dipendente sempre dall'abbazia di Bobbio); santo che diede definitivamente il nome alla cittadina favorendo così lo sviluppo economico e culturale.
Nel 1284 partecipò al fianco della Repubblica di Genova - inviando un nocchiero con venti vogatori - nella vittoriosa battaglia della Meloria contro la flotta navale di Pisa per la supremazia commerciale genovese nel mar Mediterraneo. Pochi anni dopo partecipò, sempre alleandosi con la repubblica genovese, alla conquista di Cagliari nel 1290 inviando cinque combattenti.
Si sottomise ufficialmente al governo della repubblica genovese nel 1353 ottenendo la nomina di due consoli eletti dal popolo sanstevano, lasciando inoltre invariato il precedente statuto comunale. A seguito delle numerose invasioni e scorribande dei pirati saraceni - tra queste nel 1544 ad opera di Aly Amat - il borgo marinaro fu dotato di notevoli torri per la difesa e avvistamento del territorio. Una di queste torri, dalle forme ennagonali e risalente al 1566, è dal 1987 sede del municipio.
Con la caduta della repubblica genovese, sul finire del 1797, e la conseguente istituzione della napoleonica Repubblica Ligure, il territorio di Santo Stefano divenne municipalità autonoma che fu inquadrata nel cantone di Taggia nella giurisdizione delle Palme, con capoluogo Sanremo. Dal 1805, con il passaggio della Repubblica Ligure nel Primo Impero francese, rientrò nel circondario di Porto Maurizio del Dipartimento di Montenotte.
Fu annesso al Regno di Sardegna nel 1815 dopo il congresso di Vienna del 1814, a seguito della caduta di Napoleone Bonaparte. Facente parte del Regno d'Italia dal 1861, dal 1859 al 1926 il comune di Santo Stefano al Mare fu compreso nel V mandamento omonimo del circondario di Sanremo facente parte della provincia di Nizza (poi provincia di Porto Maurizio e, dal 1923, di Imperia).
Nel 1923 le fu aggregato il soppresso comune di Castellaro, poi ricostituito nel 1925.
Con regio decreto del 1928 i comuni soppressi di Pompeiana, Riva Ligure, Santo Stefano al Mare, Terzorio furono riuniti nel costituito comune di Riva Santo Stefano; nel 1947 Pompeiana e Terzorio furono distaccati da Riva Santo Stefano, comune che definitivamente venne soppresso nel 1954 con la separazione in due distinti ed attuali enti municipali.

### Simboli
Stemma
Gonfalone

Lo stemma e il gonfalone sono stati concessi con decreto del presidente della Repubblica del 20 gennaio 1961.

## Monumenti e luoghi d'interesse

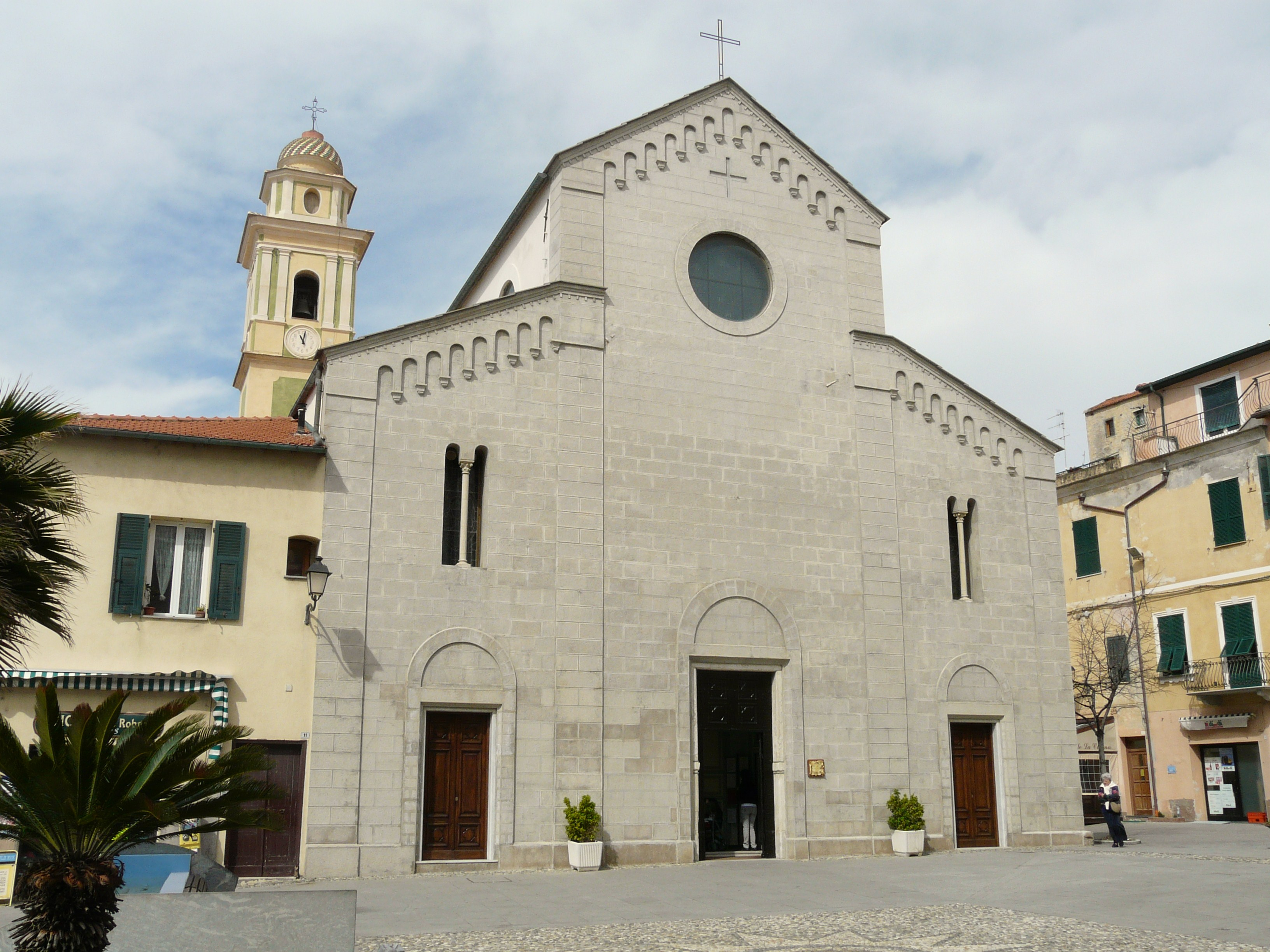
La chiesa parrocchiale di Santo Stefano protomartire

### Architetture religiose
- Chiesa parrocchiale di Santo Stefano protomartire nel centro storico, risalente al XIII secolo in stile romanico. Al suo interno sono conservati alcuni dipinti di diversi pittori liguri;
- Oratorio del Santo Cristo. L'oratorio è ubicato adiacente alla parrocchiale e fu eretto verso la fine del XVII secolo. Nella facciata esterna si può notare un bassorilievo - in pietra di Vicenza - ritraente la Madonna della Misericordia, due angeli e l'Annunziata. Lo stabile è stato restaurato nel 1984.

### Architetture militari
- Torre di forma ennagonale (nove lati) presso il lungomare, sede del municipio. Venne costruita presso la foce del rio Torre a seguito dei numerosi sbarchi e incursioni dei pirati saraceni. Ultimata nel 1566 ad opera della Repubblica di Genova, è munita di un'unica porta d'accesso con guardiole pensili. Armata di cannoni fino al XIX secolo, fu il navigatore Enrico Alberto d'Albertis a farne dono nel 1916 alla Congregazione di Carità di Santo Stefano quale luogo di ricovero dei poveri malati. Dopo un restauro, nel 1987 è divenuta sede comunale.
- Torre degli Aregai. Ubicata presso l'omonima località, sul confine con Cipressa[8], venne costruita agli inizi del XVII secolo con quattro lati irregolari e garitte.
- Torre dei Marmi, dalle forme quadrate e di cui restano pochi resti, edificata tra il XVI e il XVII secolo.

## Società

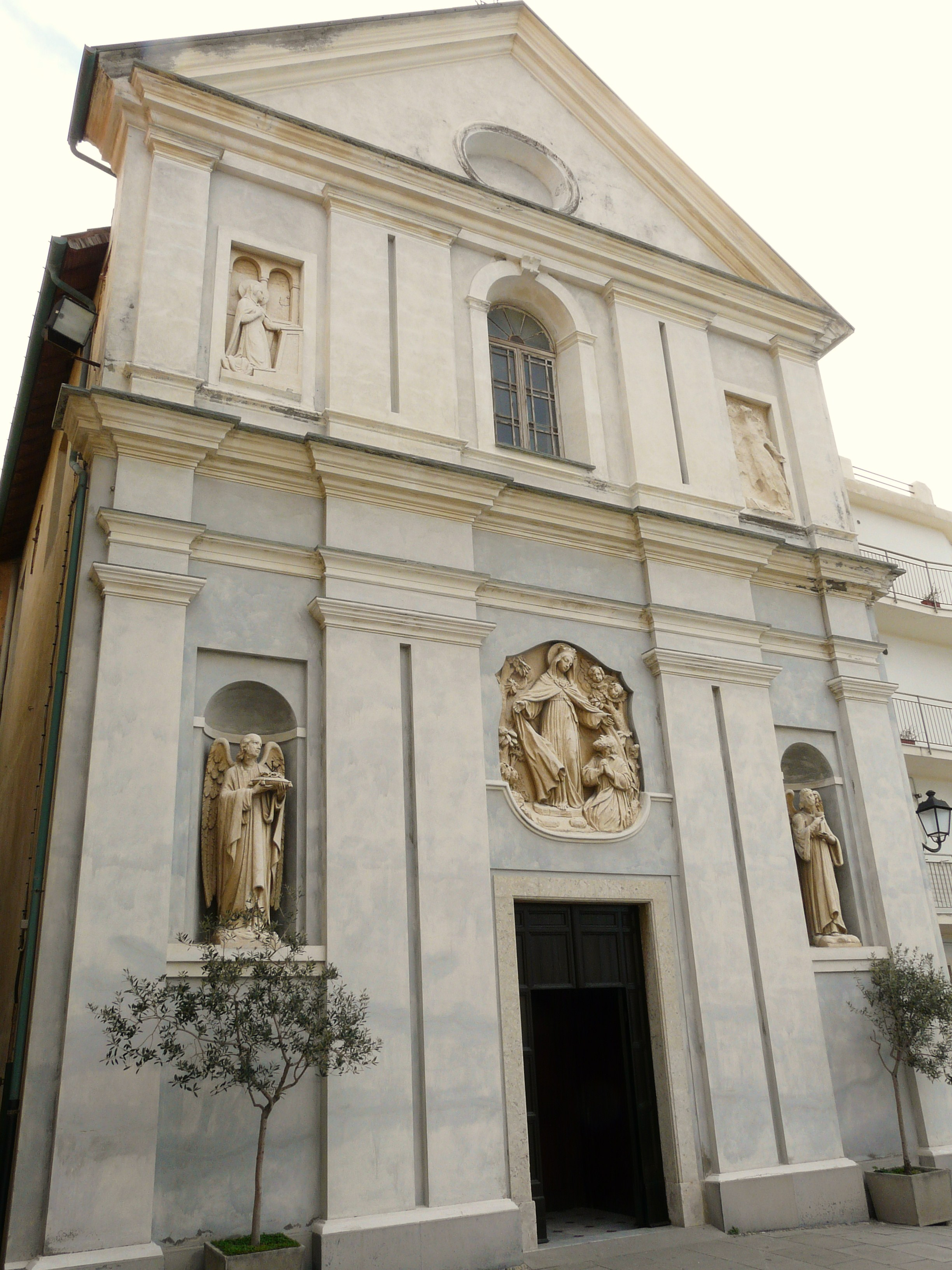
L'oratorio del Santo Cristo

### Evoluzione demografica
Abitanti censiti

### Etnie e minoranze straniere
Secondo i dati Istat al 31 dicembre 2019, i cittadini stranieri residenti a Santo Stefano al Mare sono 166, così suddivisi per nazionalità, elencando per le presenze più significative:
1. Romania, 72

## Cultura

### Eventi
Ogni anno si tiene l'infiorata, tipica festa paesana e legata all'alta floricoltura, sostentamento per molti abitanti; la festa viene organizzata usualmente nel mese di maggio.

## Geografia antropica
Il territorio comunale è costituito dal capoluogo comunale e dal nucleo di Aregai per una superficie territoriale di 2,69 km².
Confina a nord con i comuni di Pompeiana e Terzorio, a sud è bagnato dal mar Ligure, ad ovest con Riva Ligure e Pompeiana e ad est con Cipressa.

## Economia

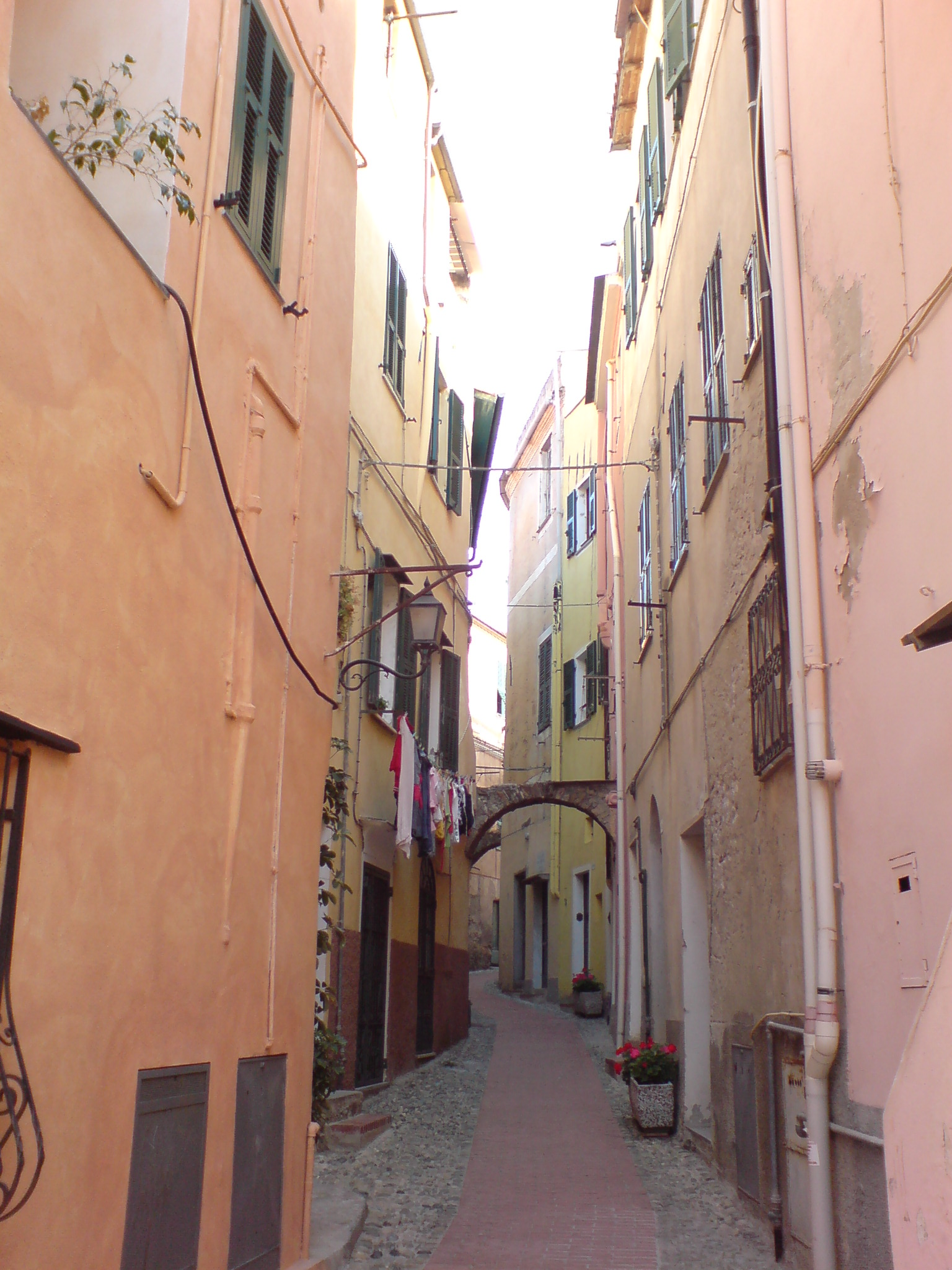
Scorcio del centro storico

Le principali risorse economiche del comune sono le attività legate al turismo vacanziero e all'agricoltura, specie la floricoltura. La località ha ottenuto dalla FEE-Italia (Foundation for Environmental Education) il conferimento della Bandiera blu per la qualità delle sue spiagge e per la qualità dei servizi del porto turistico ("Marina degli Aregai").

## Infrastrutture e trasporti

### Strade
Il territorio di Santo Stefano al Mare è attraversato principalmente dalla strada statale 1 Via Aurelia che permette il collegamento stradale con Riva Ligure, ad ovest, e Cipressa ad est.

### Ferrovie
In passato Santo Stefano al Mare era attraversato dalla linea ferroviaria Genova-Ventimiglia e aveva una propria stazione. Il tracciato originario è stato spostato più a monte e il percorso, sgomberato, è stato adibito a pista ciclabile. Questa pista - denominata Pista ciclabile della Riviera Ligure - parte da Imperia e attraversa Santo Stefano, Taggia e raggiunge Ospedaletti.

### Piste ciclabili
Il territorio comunale di Santo Stefano al Mare è attraversato dalla pista ciclabile della Riviera Ligure, lunga circa 27 km, che da ovest verso est collega i vari comuni costieri di Ospedaletti, Sanremo, Taggia, Riva Ligure, Santo Stefano al Mare, Cipressa, Costarainera, San Lorenzo al Mare e Imperia (borgo Prino) lungo il vecchio tracciato della ferrovia Genova-Ventimiglia.

## Amministrazione
| Periodo           | Periodo           | Primo cittadino         | Partito                            | Carica         | Note   |
| ----------------- | ----------------- | ----------------------- | ---------------------------------- | -------------- | ------ |
| 17 giugno 1988    | 7 giugno 1993     | Sergio D'Aloisio        | Partito Democratico della Sinistra | Sindaco        |        |
| 8 giugno 1993     | 28 aprile 1997    | Sergio D'Aloisio        | Partito Democratico della Sinistra | Sindaco        |        |
| 28 aprile 1997    | 14 maggio 2001    | Sergio D'Aloisio        | lista civica di centro-sinistra    | Sindaco        |        |
| 14 maggio 2001    | 7 febbraio 2005   | Angela Caterina Faraldi | ista civica                        | Sindaco        | [ 13 ] |
| 7 febbraio 2005   | 5 aprile 2005     | Biagio De Girolamo      |                                    | Comm. straord. | [ 14 ] |
| 5 aprile 2005     | 30 marzo 2010     | Marcello Pallini        | lista civica                       | Sindaco        |        |
| 30 marzo 2010     | 1º giugno 2015    | Marcello Pallini        | Venti nuovi (lista civica)         | Sindaco        |        |
| 1º giugno 2015    | 22 settembre 2020 | Elio Di Placido         | Continuiamo insieme (lista civica) | Sindaco        |        |
| 22 settembre 2020 | in carica         | Marcello Pallini        | Insieme (lista civica)             | Sindaco        |        |

## Sport

### Calcio
- A.S.D. Real Santo Stefano, militante nel campionato di Seconda Categoria.

Tra le società del passato era presente l'U.S.D. Nuova Sanstevese, il cui ultimo campionato è stato in Seconda Categoria.

### Canottaggio
- A.S.D. Canottieri Santo Stefano al Mare, società di canottaggio nata nel 1988.